# كوريدون (ميزوري)
كوريدون (بالإنجليزية: Corridon)‏ هي إحدى المجتمعات الفردية (غير مصنفة) في ولاية ميزوري في الولايات المتحدة الأمريكية.